# Auvernaux
Auvernaux é uma comuna francesa na região administrativa da Ilha de França, no departamento de Essonne. Estende-se por uma área de 6.50 km². Em 2010 a comuna tinha 324 habitantes (densidade: 49,8 hab./km²).